# Zoocosmius nigra
Zoocosmius nigra là một loài bọ cánh cứng trong họ Cerambycidae.